# 埃伦

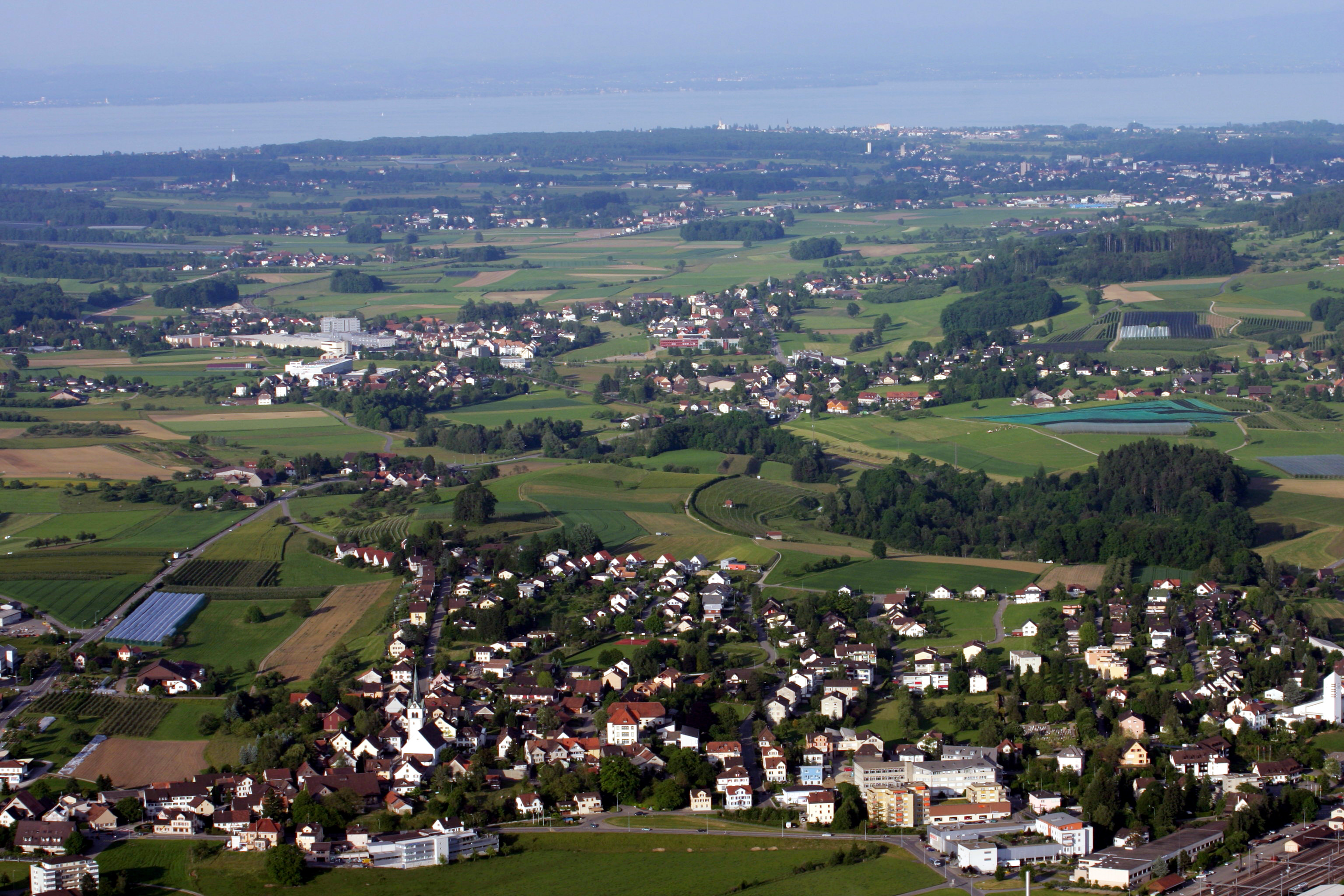

埃伦（德语：Erlen）是瑞士的城鎮，位於該國東北部，由圖爾高州負責管轄，面積12.19平方公里，海拔高度455米，2012年人口3,233，四成半人口信奉基督教，人口密度每平方公里265人。